# ۱۵ یاش
۱۵ یاش (به قرقیزی: 15 Jash) یک منطقهٔ مسکونی در قرقیزستان است که در شهرستان اوزکند واقع شده‌است. ۱۵ یاش ۶۸۷ نفر جمعیت دارد و ۱٬۵۹۶ متر بالاتر از سطح دریا واقع شده‌است.